# 서울 흥천사 지장시왕도
서울 흥천사 지장시왕도는 대한민국 서울특별시 성북구에 소재한 사찰 흥천사에 있는 조선시대의 불화이다. 2015년 1월 15일 서울특별시의 유형문화재 제368호로 지정되었다.

## 개요
흥천사 지장시왕도는 19세기 후반 서울지역에서 제작된 개운사 지장시왕도(1870년, 서울시 유형 제215호), 봉국사 지장시왕도(1885년, 서울시 유형 제352호), 미타사 지장시왕도(1885년)의 선행되는 사례이자 모본이 되는 작품이라는 점에서 큰 의미가 있다. 표현기법과 색채로 미루어 의운자우(義雲慈雨)의 작품으로 평가되며, 특히 본존인 지장보살이 보주를 두 손으로 받들고 지장보살 석장을 선악동자가 들고 있는 새로운 도상이 나타났다.

## 조사보고서
이 불화는 흥국사 극락보전 향 오른편에 마련된 영단에 봉안되어 있는 지장시왕도이다. 불화 화기가 손상되어 일부 글자가 지워져 제작화승은 알 수 없지만 “同治六年丁卯臘…緣化秩 證明印…別座 靑峯應…化主鏡山…”등의 내용을 통해 1867년 제작시기와 불사에 참여한 중요 인물은 파악이 가능하다. 제작시기를 포함해 증사, 별좌, 화주 등 불사에 참여한 승려들의 法號가 1867년에 조성된 아미타불회도와 동일한 것으로 보아 지장시왕도 역시 같은 화승인 義雲慈雨에 의해 제작되었을 것으로 추정된다.
화면 중심에는 주존인 지장보살이 연꽃에서 피어오른 연화대좌 위에 결가부좌하고 있으며, 지장보살 좌우에는 시왕이 홀·짝수로 나누어 배치되어 있고 그 옆에 귀왕, 판관, 사자, 옥졸 등의 권속들이 서 있다. 이와 같은 존상 구성은 고려후기 지장시왕도부터 이어져 온 전통적인 구성 방식이다. 다만 <흥천사 지장시왕도>에서는 지장보살 앞에 지장보살의 지물인 석장과 무독귀왕의 지물인 인장함을 어깨에 멘 선악동자를 배치하여 구성에 변화를 주었다. 이 뿐만 아니라 지장보살이 양손을 들어 수정구슬을 감싸고 있는 표현 역시 기존에 한 손은 수정 구슬을 들고 다른 손은 석장을 쥐거나 무릎 위에 올려놓게 표현한 지장보살과는 다른 표현이다.
이 불화에서 보이는 지장보살의 수인과 선악동자의 표현은 19세기 후반 서울·경기지역과 경상도 일대에 유행한 지장시왕도 형식이다. 현재 서울지역에서는 <흥천사 지장시왕도>(1867년)을 비롯해 <개운사 지장시왕도>(1870년, 서울시 유형 제215호), <봉국사 지장시왕도>(1885년, 서울시 유형 제 352호), <미타사 지장시왕도>(1885년) 등이 알려져 있다. 이 사실에 의거하면 1867년에 조성한 <흥천사 지장시왕도>는 19세기 후반에 새롭게 유행하는 지장시왕도 형식 가운데 제작시기가 가장 올라가는 작품이다.
이와 같은 미술사적 의미만이 아니라 <흥천사 지장시왕도>에서 보이는 안정된 구도, 19세기 후반의 화풍이 반영된 존상 표현과 홍색을 기반으로 녹색과 청색이 대비를 이루는 색채의 구사력, 세부문양에서 볼 수 있는 섬세한 표현 등이 조화를 이루어 수준 있는 화격을 유지하고 있다.
화면의 상태는 비교적 안정화된 상태이지만, 주존인 지장보살의 상호는 안료박락이 많이 진행되었다.
<흥천사 극락보전 지장시왕도>(1867년)에서 주목되는 표현은 수정 구슬을 감싸 쥔 지장보살의 자세와 석장과 경함을 어깨에 멘 선악동자이다. 이러한 표현은 19세기 경상도에서 그려지기 시작하여 19세기 후반 서울·경기지역에서 크게 유행하였다. <흥천사 지장시왕도>는 서울지역에서 제작된 <개운사 지장시왕도>(1870년, 서울시 유형 제215호), <봉국사 지장시왕도>(1885년, 서울시 유형 제352호), <미타사 지장시왕도>(1885년)의 선행되는 사례이자 모본이 되는 작품이라는 점에 큰 의미가 있다.
비록 화기가 지워져 제작자는 정확히 알 수 없으나 19세기 후반 서울지역에서 유행한 지장시왕도 형식을 보여주는 가장 이른 예이자 그림의 수준이 우수한 불화로서 문화재적 가치가 높다. 이에 서울시 문화재로 지정하여 관리하는 것이 바람직하다고 판단된다.

## 참고 자료
- 흥천사 지장시왕도 - 국가유산청 국가유산포털